# 開元の治
開元の治（かいげんのち）は、中国唐（618年 - 907年）の皇帝玄宗の治世、開元年間（713年 - 741年）の政治を指す。貞観の治と並び称せられる中国史上の政治の安定期の一つで、唐は絶頂期を迎えた。しかし、後に玄宗が楊貴妃を寵愛し政治を放棄したため唐は混乱し、安史の乱が起こったため崩壊した。